# ハズ属
ハズ属（ハズぞく、Croton）は、1737年にカール・フォン・リンネによって分類された、被子植物トウダイグサ科の属である。ハズ属植物はゲオルク・エーベルハルト・ルンフィウスによってヨーロッパに紹介・導入された。この属の一般名は英語で rushfoil および croton と呼ばれるが、後者の「クロトン」はヘンヨウボク (Codiaeum variegatum) をも指す。属名のCrotonはギリシア語でダニを意味する κροτον (kroton) から来ている。これは、ハズ属のある種の種子の形状に由来する。

## 代表的な種
ハズ属植物で最も知られている種は東南アジアに自生する樹木あるいは低木であるハズ（巴豆、学名: Croton tiglium）であろう。ハズは、1578年にクリストヴァン・アコスタによって lignum pavanae としてヨーロッパの文献で初めて言及された。強烈な瀉下薬として植物薬で用いられるハズ油はハズの種子から抽出される。現代では、ハズ油は危険であると考えられており、多くの国の薬局方にはもはや記載されていない。

## 利用

### 伝統的用途
ハズの種子は下痢を引き起こすため、ハズ油は重度の便秘を治療するために伝統中国医学で使用されている。ハズ油には有機化合物ホルボールと発がん促進物質であるホルボールエステルが含まれている。アマゾンにおいて、"Sangre de Grado"（龍の血）として知られる Croton lechleri から取れる赤い乳液は、原住民によって「液体絆創膏」やその他の医学目的に使用される。
ケニアのキクユ族の場合、C. megalocarpus（キクユ語名はモキンドリ、mũkindũri）の樹皮や葉を煎じたものをインフルエンザや肺炎などに対して、あるいは樹皮を他の植物と共に煮沸したものを熱を伴う風邪に対して用いていた事例が報告されている。

### 食品
カスカリラノキ（C. eluteria）の樹皮はリキュールのカンパリやベルモットの香り付けに使用される。

### バイオ（生物）燃料
最近ケニアにおいて、C. megalocarpusといったクロトン属植物の種子がナンヨウアブラギリ（Jatropha curcas）よりもバイオ燃料源としてより経済的であることが示された。ケニアでは、1リットルのバイオ燃料を得るためにナンヨウアブラギリは2万リットルの水を必要とするが、ハズ属の樹木は自生し種子1キログラムから0.35リットルの油が得られる。ハズ属樹木はケニアにおいて防風林として植樹されており、バイオ燃料源としての利用は地域経済に利益を齎すと考えられる。耕作地は人口増加による圧力に押されているため、住民は防風林を切り倒し農地を拡大している。バイオ燃料としての利用は砂漠化を防止するための防風林の保護の助けとなるかもしれない。

## 生態学
ハズ属植物は、もっぱらこれらの植物を食べる Schinia citrinellusを含むある種のチョウの幼虫の食物として利用される。

## 分布
ハズ属は熱帯地方のあらゆる場所に分布し、ある種は温帯にも広がっている。日本では南西諸島にグミモドキが分布する。

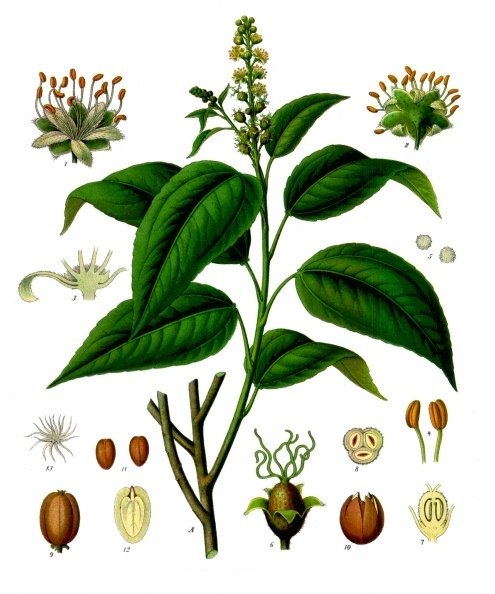
ハズ Croton tiglium

## 異名
ハズ属は以下に示すような多くの別称でも知られている。
- Agelandra Engl. & Pax
- Aldinia Raf.
- Angelandra Endl.
- Anisepta Raf.
- Anisophyllum Boivin ex Baill.
- Argyra Noronha（英語版） ex Baill.
- Argyrodendron (Endl.) Klotzsch (non. F. Muell.)
- Astraea Klotzsch
- Astrogyne Benth.
- Aubertia Chapel. ex Baill.
- Banalia Raf.
- Barhamia Klotzsch
- Brachystachys Klotzsch
- Calypteriopetalon Hassk.
- Cascarilla Adans.
- Centrandra H.Karst.
- Cieca Adans.
- Cleodora Klotzsch
- Codonocalyx Klotzsch ex Baill.
- Comatocroton H.Karst.
- Crotonanthus Klotzsch ex Schltdl.
- Crotonopsis Michx.
- Cyclostigma Klotzsch
- Decarinium Raf.
- Drepadenium Raf.
- Eluteria Steud.
- Engelmannia Klotzsch
- Eremocarpus Benth.
- Eutrophia Klotzsch
- Friesia Spreng.（英語版）
- Furcaria Boivin ex Baill.
- Geiseleria Klotzsch
- Gynamblosis Torr.
- Halecus Raf.
- Hendecandras Eschsch.
- Heptallon Raf.
- Heterochlamys Turcz.
- Heterocroton S.Moore（英語版）
- Julocroton Mart.
- Klotzschiphytum Baill.
- Kurkas Raf.
- Lasiogyne Klotzsch
- Leptemon Raf.
- Leucadenia Klotzsch ex Baill.
- Luntia Neck. ex Raf.
- Macrocroton Klotzsch
- Medea Klotzsch
- Merleta Raf.
- Monguia Chapel. ex Baill.
- Myriogomphus Didr.
- Ocalia Klotzsch
- Oxydectes Kuntze
- Palanostigma Mart. ex Klotzsch
- Penteca Raf.
- Pilinophyton Klotzsch
- Piscaria Piper
- Pleopadium Raf.
- Podostachys Klotzsch
- Saipania Hosok.
- Schradera Willd.
- Semilta Raf.
- Tiglium Klotzsch
- Timandra Klotzsch
- Tridesmis Lour.
- Triplandra Raf.
- Vandera Raf.

## 以前ハズ属に分類されていた種
| - Acalypha chamaedrifolia (Lam.) Müll.Arg. (as C. chamaedrifolius Lam.) - Astraea lobata (L.) Klotzsch (as C. lobatus L.) - Caperonia palustris (L.) A.St.-Hil. (as C. palustris L.) - Chrozophora plicata (Vahl) A.Juss. ex Spreng. (as C. plicatus Vahl) - Claoxylon indicum (Reinw. ex Blume) Hassk. (as C. polot Burm.f.) （ヤワラバノキ） - Codiaeum variegatum (L.) A.Juss. (as C. variegatus L.) - Homalanthus nutans (G.Forst.) Guill. (as C. nutans G.Forst.) | - Macaranga grandifolia (Blanco) Merr. (as C. grandifolius Blanco) - Mallotus japonicus (L.f.) Müll.Arg. (as C. japonicus L.f.) - Mallotus philippensis (Lam.) Müll.Arg. (as C. philippensis Lam.) - Mallotus repandus (Rottler ex Willd.) Müll.Arg. (as C. repandus Rottler ex Willd.) - Savia sessiliflora (Sw.) Willd. (as C. sessiliflorus Sw.) - Terminalia bentzoe (L.) L.f. (as C. bentzoe L.) - Triadica sebifera (L.) Small (as C. sebifer L.)（ナンキンハゼ） |